# Jitka Kolínská
Jitka Kolínská (24. září 1930 Praha– 10. srpna 1992 tamtéž) byla česká malířka, grafička a ilustrátorka, především dětských knih.

## Život
Jitka Kolínská studovala nejdříve na soukromé Škole dekorativních umění u Jaroslava Masáka (1945–47), později na Akademii výtvarných umění v Praze u Vladimíra Sychry a Vladimíra Pukla (1947–53). Patřila se svými přáteli Richardem Fremundem, Robertem Piesenem a Jiřím Martinem k zakladatelům Skupiny Máj 57 a zúčastnila se prvních dvou jejích výstav (1957 a 1958). S Richardem Fremundem, Robertem Piesenem a Jiřím Martinem se v roce 1956 zúčastnila také výstavy skupiny Roter Reiter v Trauensteinu u Mnichova, kterou zprostředkoval František Dvořák. První vlastní samostatnou výstavu měla již v roce 1957 v Galerii Čs. spisovatele v Praze.

### Ocenění
- 1976 cena ministerstva kultury za ilustrace ke knize Tolstoj dětem

## Dílo
Koncem 40. let se zabývala grafikou a tvořila monotypy s motivy nočního města. Od roku 1951 se věnovala malbě, zprvu převážně zátiším (Zátiší s třešněmi, 1956). Její křehké a lineárně pojaté kompozice zdůrazňovaly dekorativní účinky barvy. V následující tvorbě zpočátku převládaly figurální kompozice, ovlivněné magickým realismem. Na první výstavě Skupiny Máj 57 byl subtilní až žensky přejemnělý, rafinovaně stylizovaný a koloristicky vyhrocený magický realismus Jitky Kolínské typickým projevem estetiky celé skupiny. V jednom z vystavených obrazů byla citace ze Shakespeara, které si všimla cenzura a byla natolik probírána, že se stala podezřelá. Později jsou její díla více lyrická, objevuje se motiv odplouvání (lodě, plachetnice, mořské kameny) a příklon k abstrakci. Malovala také podobizny a zátiší, v nichž převládala technika pastelu a uhlu.
V 70. letech ji plně zaujala technika koláže, její emotivní obrazy byly kombinací barevných koláží a kresby. Soustřeďovala se však hlavně na knižní ilustrace, především knížek pro děti, i pro ty nejmenší (omalovánky). Patří k nejvýznamnějším českým malířkám, její dílo nebylo dosud plně oceněno.

### Zastoupení ve sbírkách
- Národní galerie v Praze
- Alšova jihočeská galerie v Hluboké nad Vltavou
- Galerie středočeského kraje (GASK) v Kutné Hoře
- Severočeská galerie výtvarného umění v Litoměřicích
- Galerie výtvarného umění v Ostravě
- Oblastní galerie Vysočiny v Jihlavě
- Galerie výtvarného umění v Havlíčkově Brodě
- Galerie Klatovy / Klenová

### Výstavy

#### Samostatné
- 1957 Galerie Čs. spisovatele Praha
- 1970 Galerie Albatros Praha
- 1991 Obrazy, kresby, ilustrace, Galerie Fronta Praha

#### Skupinové (výběr)
- 1956 Internationale Ausstellung - Künstlergruppe Roter Reiter, Trauenstein u Mnichova
- 1957 Skupina Máj 57, Obecní dům, Praha
- 1958 Skupina Máj 57, Palác Dunaj, Praha
- 1959 Skupina Máj 57, Poznaň, Krakov
- 1965 Ilustrace a grafika knih Mladé fronty, Galerie Fronta Praha
- 1979 Čeští ilustrátoři dětem, Mánes Praha[4]
- 1981 Nejkrásnější knihy roku 1980, Památník národního písemnictví Praha
- 1984 Svět dítěte, Albatros Praha
- 1990 Současná česká kniha, Mánes Praha
- 2007 Skupina Máj 57, Pražský hrad

### Významnější ilustrace
- podrobně viz: Databáze knih[5][4]
- 1958 Srpnová neděle (František Hrubín), Čs. spisovatel
- 1959 Předtucha (Marie Pujmanová), Čs. spisovatel
- 1959 Don Pablo, don Pedro a Věra Lukášová (Božena Benešová), Čs. spisovatel
- 1961 Džamila (Čingiz Ajtmatov), Svět sovětů
- 1963 Veselé pastelky (Alena Vostrá pod pseudonymem Alena Králová), SNDK
- 1965 Kopretina (Bohumil Hrabal), Mladá fronta
- 1965 Jsem Ge, muž z Mooha (Ota Šafránek), SNDK
- 1966 Maminka (Jaroslav Seifert), Čs. spisovatel
- 1966 Až bude padat hvězda (Valja Stýblová), SNDK
- 1966 Ryzáček (John Steinbeck), SNDK
- 1966 Robinsonáda, Rinaldino, Dinah (Karel Konrád), Mladá fronta
- 1972 Království na drátkách (Olga Scheinpflugová), Albatros
- 1974 Opeřeného hada viděti ... (Sylva Daníčková), Olympia
- 1978 Katka (Branka Jurcová), Albatros
- 1980 Ota Hofman: Lucie a zázraky, Albatros
- 1983 Tolstoj Dětem, Lidové nakladatelství
- 1984 Pohádky na dobrý den (Hana Doskočilová), Albatros
- 1985 Stříbrný vítr (Fráňa Šrámek), Čs. spisovatel
- 1987 Divoký pes Dingo (Ruvim Frajerman), Albatros

### Katalogy
- Jitka Kolínská, text František Dvořák, Galerie Československý spisovatel, Praha 1957
- Jitka Kolínská: Obrazy, kresby, ilustrace, text Eva Petrová, Galerie Fronta, Praha

### Souborné publikace
- HLAVÁČEK, Lubomír. Současná československá grafika. [s.l.]: Nakladatelství čs. výtvarných umělců, 1964.
- STEHLÍKOVÁ, Blanka. Současná ilustrace dětské knihy. [s.l.]: Odeon, 1979 (něm. 1979).
- STEHLÍKOVÁ, Blanka. Cesty české ilustrace v knize pro děti a mládež. [s.l.]: Albatros, 1984.
- Marie Judlová (Klimešová), Ohniska znovuzrození. České umění 1956-1963, Galerie hlavního města Prahy 1994, ISBN 80-7010-029-X
- Nová encyklopedie českého výtvarného umění. [s.l.]: Academia Praha, 1995.
- Jiří Ševčík, Pavlína Morganová, Dagmar Dušková: České umění 1938-89, Academia Praha, 2001
- Slovník českých a slovenských výtvarných umělců. [s.l.]: Chagall Ostrava, 2002.
- František Dvořák: Můj život s uměním, Nakl. Lidových novin 2006 Praha
- Nikola Klímová (ed.), České knižní obálky v edičních řadách. SNKLHU Odeon 1953-1995, 262 s., Vysoká škola uměleckoprůmyslová v Praze 2016, ISBN 978-80-87989-20-3